# Arrabal de la Macarena

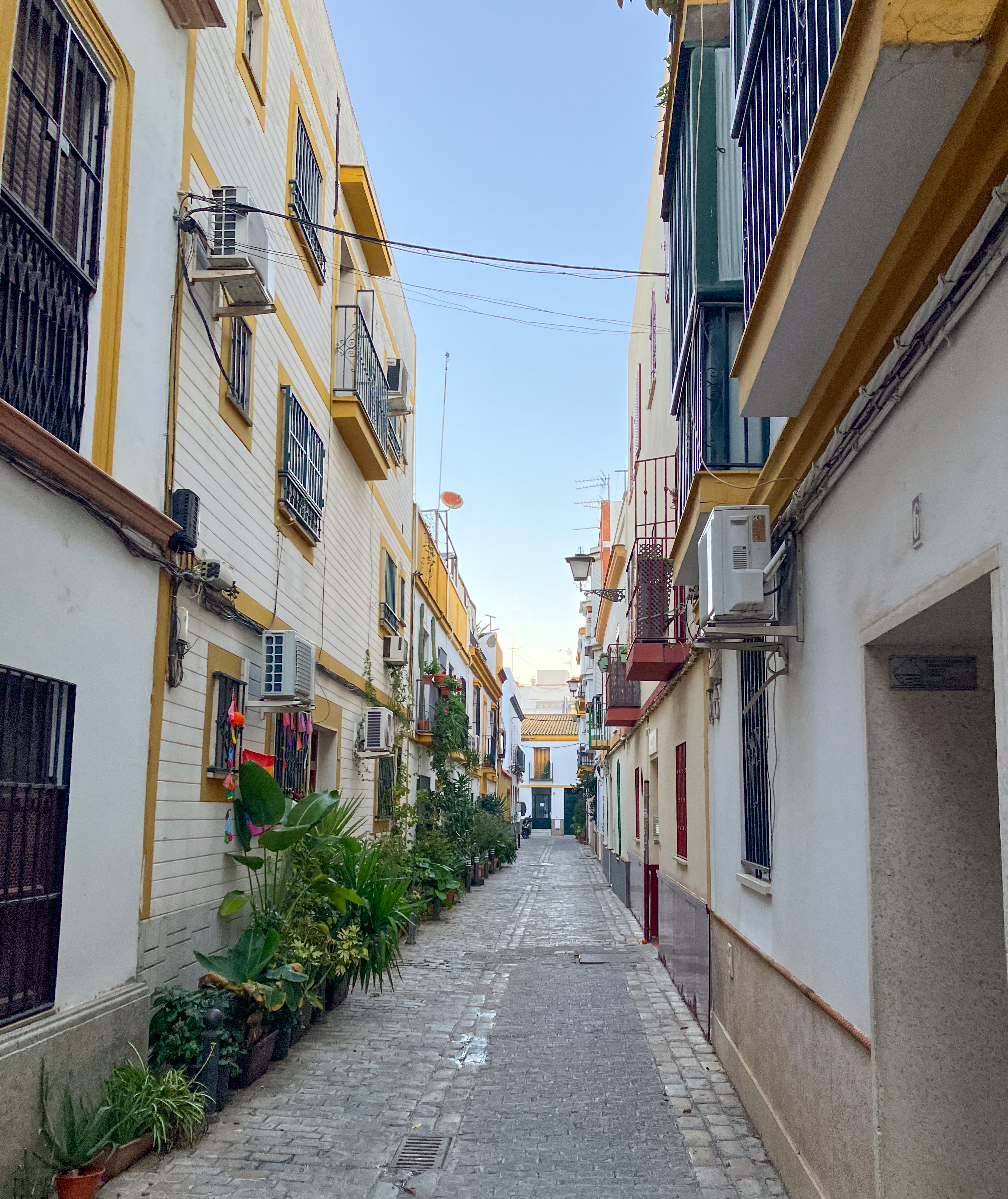
Calle Monederos en el arrabal de la Macarena.

El arrabal de la Macarena es un barrio popular de Sevilla, España, actualmente englobado en el barrio administrativo de Doctor Barraquer-Grupo Renfe-Policlínico, en el Distrito de Macarena. Es el área urbanizada más antigua del distrito, y tanto el barrio como el distrito toman su nombre de la Puerta de la Macarena, una de las puertas que tenía la antigua muralla. Queda separado del Centro de Sevilla por la calle Resolana, y se encaja entre el parque de los Perdigones y el Parlamento de Andalucía.
El arrabal de la Macarena es uno de los 8 arrabales (barrios extramuros) con los que contaba Sevilla antes de su ensanche, siendo los otros el arrabal de San Bernardo, el de San Roque, La Calzada, Triana, Humeros, Cestería y Carretería (estos tres últimos forman parte de El Arenal). El arrabal de la Macarena es un barrio pequeño de aproximadamente 1,92 km².

## Historia
Se sabe que en la época andalusí, Ishbilia contaba con un barrio extramuros llamado Makrin, pero éste quedó totalmente destruido en 1248 durante el asedio del Rey Fernando III de Castilla, perpetrador de la Conquista de Sevilla. Después de eso pudo haber ciertos asentamientos informales, pero los terrenos de la Macarena se dedicaron principalmente al plantío.
No sería hasta la construcción del Hospital de las Cinco Llagas (actual Parlamento) en 1546 que se debe alojar a sus trabajadores en zonas aledañas y se consolida el arrabal de la Macarena. El área entre la Puerta de la Macarena, el arrabal y el hospital fue un cruce de caminos pero nunca funcionó como una plaza de mercado como tal, pues los puestos de venta se localizaban en torno a la puerta y a los caminos que de ella partían. El arrabal de la Macarena estaba claramente delimitado por el sur (por la calle Resolana) y por el este (por el hospital). En cambio, en el norte y oeste el arrabal se abrió de forma irregular hacia las huertas. Esta situación no cambiaría hasta mediados del siglo xx, cuando se da un acelerado desarrollo urbano de todo el norte sevillano. 

## Callejero

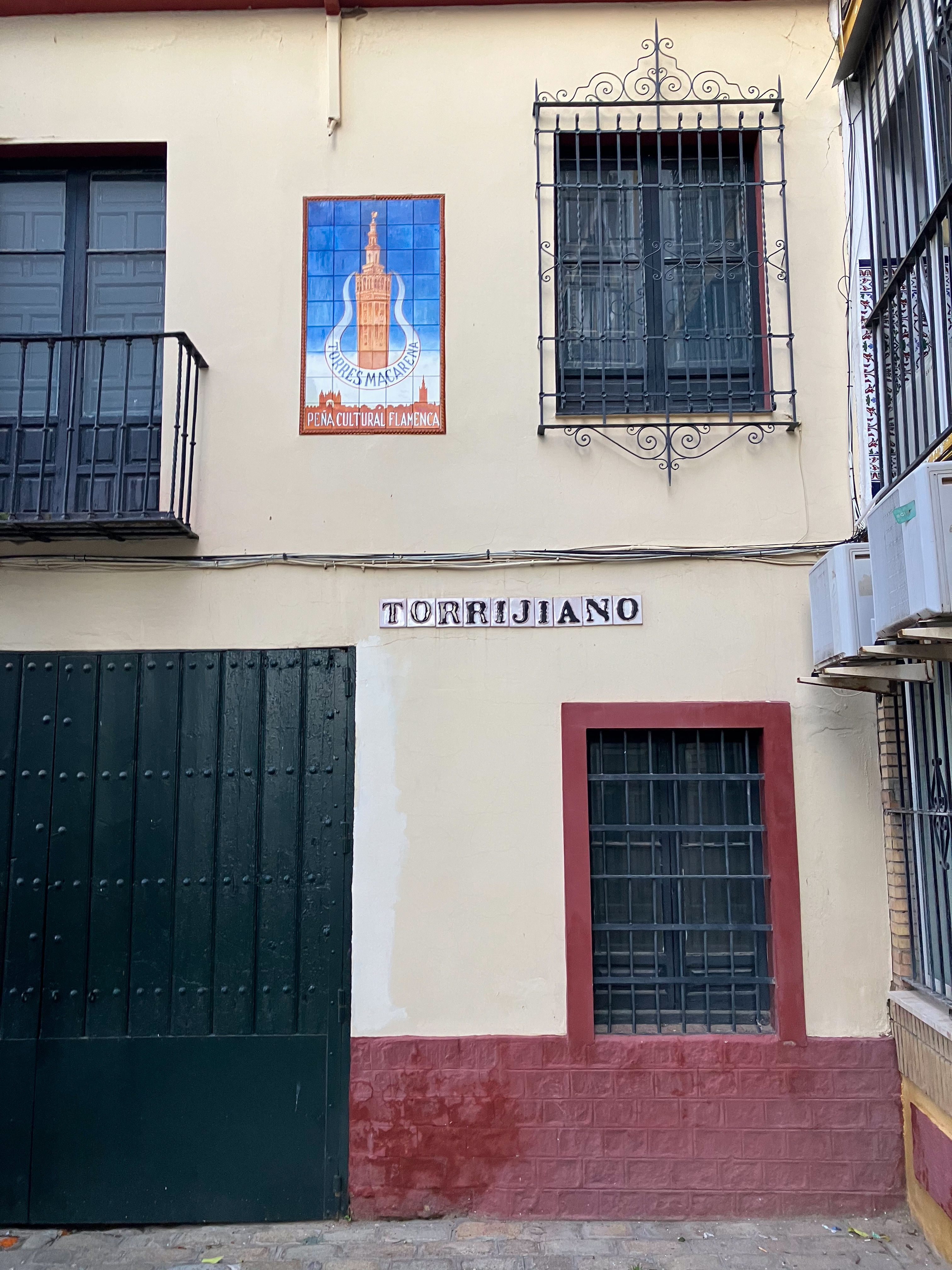
Peña Cultural Flamenca «Torres Macarena» en calle Torrijiano 29.

- Calle Adelantado, anteriormente de la Haza: llamada así por Don Fadrique, quien era Adelantado Mayor de Andalucía.
- Calle Carranza: llamada así por el noble sevillano Don Jerónimo Sánchez de Carranza.[4]
- Calle Don Fadrique: llamada así en honor a Don Fadrique Enríquez de Ribera, I Marqués de Tarifa y Duque de Alcalá, principal patrono fundador junto a su madre del Hospital de las Cinco Llagas.
- Calle Esperanza, anteriormente Limones: llamada así por la Virgen de la Esperanza Macarena, patrona del barrio.
- Calle Jaira, anteriormente de los Mosquitos: llamada así por una princesa andalusí con fama de hermosa, dueña de una huerta de recreo cercana.
- Calle Monederos: se piensa que este nombre, registrado desde el siglo xvii, se debe a que allí pudieron vivir los trabajadores de la Real Casa de la Moneda de Sevilla.[2]
- Calle Torrijiano, anteriormente Horno de la Resolana: en honor al pintor florentino renacentista Pietro Torrigiano, fallecido en Sevilla en 1528.
- Plaza Centuria Macarena: situada en el centro del arrabal, debe su nombre a la Centuria Romana Macarena, una de las hermandades más emblemáticas de la ciudad